# Hans Adolph Ahlefeldt (officer)
 Der er flere personer med dette navn, se Hans Adolph Ahlefeldt.
Hans Adolph (von) Ahlefeldt (12. oktober 1722 på Dänisch-Lindau – 23. januar 1807) var en dansk officer.
Han var søn af generalløjtnant, kommandant i Glückstadt Balthazar Ahlefeldt og Sophie Hedevig f. von Wohnsfleth og indtrådte tidligt i kavalleriet og blev ritmester ved Livregiment Ryttere 1750, major 1756, oberstløjtnant 1761, oberst 1765, året efter næstkommanderende ved Livgarden til Hest, chef for holstenske Dragoner 1767. 1772-73 var han gesandt i Haag, 1776-1780 gesandt i Rusland. Han blev generalmajor 1774, generalløjtnant 1783, overgeneraladjudant 1784 og general 1802.
I mellemtiden havde han sæde i den øverste militære administration som deputeret, først i Krigsdirektoriet 1765, dernæst året efter i Det høje Krigsråd og endelig i Generalitets- og Kommissariatskollegiet fra 1773 til 1789. Ved regeringsforandringen i 1784, da Guldberg styrtedes, havde den ved denne begivenhed virksomme Schlanbusch påtænkt at gøre Ahlefeldt til medvider i og delagtig i sammensværgelsen, hvilket dog ikke skete.
Han ejede herregården Lindved. Ahlefeldt ægtede 1770 Vibeke Juel (d. 1793), enke efter kammerherre Caspar Christopher Brockenhuus. Han var kammerherre, blev hvid Ridder 1773 og døde 1807.